# الإجهاض في تشاد
الإجهاض في تشاد محظور بموجب القانون. وفقًا للممارسة الطبية العامة، يكون الإجراء الطبي قانونيًا فقط إذا كان الإجهاض سينقذ حياة المرأة، على الرغم من أن هذا غير مذكور صراحة في أي قانون. يواجه أي شخص يقوم بالإجهاض عقوبة السجن لمدة تصل إلى خمس سنوات وغرامة، ويخاطر الأطباء بفقد تراخيصهم الطبية لمدة خمس سنوات على الأقل وربما إلى أجل غير مسمى. يواجه أي شخص متهم بإجراء عمليات الإجهاض بانتظام عقوبة تصل إلى عشر سنوات في السجن. وفقًا للخبراء المحليين، نادرًا ما تتم مقاضاة النساء وأطبائهن بتلقي أو إجراء عمليات إجهاض غير قانونية.